# Mörsen (Torsåkers socken, Gästrikland, 670126-153202)
Mörsen är en sjö i Hofors kommun i Gästrikland och ingår i Gavleåns huvudavrinningsområde. Sjön är 5,2 meter djup, har en yta på 0,138 kvadratkilometer och befinner sig 163,1 meter över havet. Sjön avvattnas av vattendraget Getån (Stamsån).

## Delavrinningsområde
Mörsen ingår i det delavrinningsområde (670162-153160) som SMHI kallar för Inloppet i Krattdammen. Medelhöjden är 174 meter över havet och ytan är 4,74 kvadratkilometer. Det finns inga avrinningsområden uppströms utan avrinningsområdet är högsta punkten. Getån (Stamsån) som avvattnar avrinningsområdet har biflödesordning 3, vilket innebär att vattnet flödar genom totalt 3 vattendrag innan det når havet efter 86 kilometer. Avrinningsområdet består mestadels av skog (91 procent). Avrinningsområdet har 0,22 kvadratkilometer vattenytor vilket ger det en sjöprocent på 4,7 procent.